# تأخير الوصول الحر للمجلات
تأخير الوصول الحر للمجلات هو تقليد تقوم به المجلات العلمية التي توفر الوصول عبر الإنترنت مجانا عند انتهاء الحظر بعد الفترة التالية لتاريخ النشرة الأولي. الحظر هو فترة لا يسمح خلالها بالوصول إلى المجلات الأكاديمية للمستخدمين الذين لم يدفعوا مقابل صلاحية الوصول.

## تفاصيل
يمكن أن تختلف فترة الحظر قبل إتاحة المقالة مجانًا من بضعة أشهر إلى سنتين أو أكثر. في دراسة أجريت عام 2013 ، كان 77.8٪ من المجلات التي تؤخر الوصول المفتوح لها حظراً لمدة 12 شهرًا أو أقل. 85.4 ٪ كانت فترة الحظر 24 شهرا أو أقل.   ستكون هناك حاجة لاشتراك في مجلة أو رسوم شراء مقالة فردية للوصول إلى المواد قبل انتهاء فترة الحظر هذه. تودع بعض المجلات منشوراتها في مستودعات مفتوحة عندما يكون المؤلف ملزماً بتأخير الوصول المفتوح .
الأساس المنطقي لتأخير الوصول هو توفير الوصول في نهاية المطاف لجميع المستخدمين المحتملين في حين لا تزال تتطلب مؤسسات الباحثين الذين يحتاجون إلى الوصول الفوري لمواصلة دفع الاشتراكات التي تغطي تكاليف النشر. التكاليف الهامشية لتوزيع مجلة إلكترونية على مستخدمين إضافيين باهظة مقارنة بتوزيع نسخ مطبوعة من المنشور. ينفق الناشرون المتأخرون في الوصول الحر إلى أموال إضافية قليلة أو لا ينفقون أموالًا أثناء تسويق منشوراتهم على عدد أكبر من العامة من أولئك الذين لديهم اشتراكات شخصية أو الذين ينتمون إلى مؤسسات لها اشتراكات مؤسسية أو أشكال أخرى من الوصول المؤسسي.
تتمثل الافتراضات الكامنة وراء الوصول المتأخر في أن (1) الباحثين النشطين يتمتعون بوصول كافٍ من خلال الاشتراكات أو التراخيص المؤسسية، (2) يمكن للباحثين في المؤسسات التي لا تستطيع تحمل تكاليف الاشتراك في مجلة ما استخدام قرض بين المكتبات أو عمليات الشراء المباشرة للوصول إلى المقالات التي يحتاجون إليها، وأن (3) الطلاب وغيرهم من المنتسبين إلى مؤسسات لا يمكنهم تحمل تكاليف الاشتراك في مجلة معينة لا يحتاجون عمومًا إلى الوصول إلى المقالات بشكل عاجل مثلما يفعل الباحثون. ليس من الواضح ما إذا كانت هذه الافتراضات صحيحة.
كعلاج لحقيقة أنه في عصر الإنترنت، لا يزال الوصول الفوري إلى البحث صعباً لمن هم في أمس الحاجة إليه - أي الباحثون - إذا كانت مؤسساتهم لا تستطيع تحمل تكاليف ذلك، فإن الباحثين لديهم خيار توفير الوصول المفتوح إلى أبحاثهم المنشورة على الفور، من خلال أرشفتها في مستودعاتها المؤسسية . بدأ عدد متزايد من المؤسسات البحثية وممولي البحوث في جميع أنحاء العالم في تبني الوصول المفتوح لضمان أن الباحثين لديهم الأرشيف الذاتي .

## تبني
اعتمدت العديد من مجلات المجتمع العلمي نموذج الوصول المتأخر. نظرت دراسة أجريت في عام 2013 إلى أكثر من 110,000 مقالة من 492 مجلة مع تأخر الوصول المفتوح ووجدت أن عامل تأثير المقالات في المجلات المتأخرة الوصول المفتوح كان ضعف نظيرتها في المجلات ذات الوصول المغلق التقليدي (وثلاثة أضعاف المجلات المفتوحة للوصول ).  
يؤدي الوصول المتأخر إلى زيادة إمكانية الوصول إلى الأبحاث العلمية للكثيرين، لكن المؤسسات المشاركة تستمر في دفع تكاليف الوصول الفوري خلال فترة الحظر. إن النطاق الواسع في أطوال الحظر - وحقيقة أن الوصول المفتوح يتم تعريفه ويقصد به كحالة وصول فوري - يحد من جدوى تصنيف المجلات على أنها مجلات «تأخر الوصول المفتوح». على سبيل المثال، تفرض البيولوجيا الجزيئية للخلية حظراً لمدة شهر،  حين أن مجلة الجمعية الفيزيائية اليابانية لديها فترة حظر مدتها 6 سنوات. وبالتالي لا يتم تضمين المجلات المؤجلة للوصول في قوائم المجلات المفتوحة الوصول ، مثل دليل المجلات المفتوحة الوصول (DOAJ).  في يناير 2017 ، أعلنت مجلة الطب التجريبي أنها ستقوم الآن بفرض رسوم على معالجة المقالات لتأخر الوصول المفتوح.  